# Adolph Ludwig Karl von Scheve
Adolph Ludwig Karl von Scheve (* 2. April 1758 in Neustrelitz; † 1. Mai 1831 ebenda) war ein deutscher Verwaltungsjurist und mecklenburg-strelitzischer Kammerpräsident.

## Leben
Adolph Ludwig Karl von Scheve entstammte dem mecklenburgisch-pommerschen Adelsgeschlecht von Scheve. Er war das vierte Kind und der zweite Sohn des Johann Christoph von Scheve (* 27. Mai 1714; † 6. Oktober 1782), Kammerpräsident und Geheimer Rat in Mecklenburg-Strelitz auf Canzow (heute Ortsteil von Woldegk), und dessen Ehefrau Charlotta Sophia, geb. von Fischer (* 24. April 1724; † 22. Juli 1799). Adolph Friedrich von Scheve war sein älterer Bruder. Sein Vater erhielt 1759 die Erhebung in den Reichsadelsstand.
Adolph Ludwig Karl von Scheve studierte Rechtswissenschaften an der Universität Göttingen. An der Universität war er Mitglied der Mecklenburgischen Landsmannschaft. 1778 wurde er Mitglied der Göttinger Freimaurer-Loge Zum goldenen Zirkel. Aus seiner Studentenzeit sind einige Einträge in Stammbüchern (Freundschafstalben) erhalten.
Nach Abschluss seiner Studien trat Scheve am 6. Dezember 1779 als Kammerjunker und Kammer-Auditor in den Verwaltungsdienst von Mecklenburg-Strelitz. Er diente nacheinander den drei aufeinander folgenden Regenten Adolf Friedrich IV., Karl und Georg. Herzog Karl ernannte ihn 1802 zum Präsidenten des Kammer- und Forstkollegiums und damit zum Leiter der Verwaltung des herzoglichen Domaniums. Am 17. November 1804 wurde die Familie in die mecklenburgische Ritterschaft rezipiert. 1809 erhielt er den Titel Geheimrat mit dem Prädikat Exzellenz. Mehrere Jahre hintereinander war er (Groß)herzoglicher Kommissar auf den Landtagen in Sternberg und Malchin. 1829 konnte er hochgeehrt sein 50-jähriges Amtsjubiläum feiern. Von Scheve bewohnte mit seiner Familie das um 1733 errichtete Palais von Scheve in der Schloßstraße 7. Es wurde 1945 zerstört. Heute befindet sich auf dem Grundstück der Neubau des Landesbesoldungsamts.

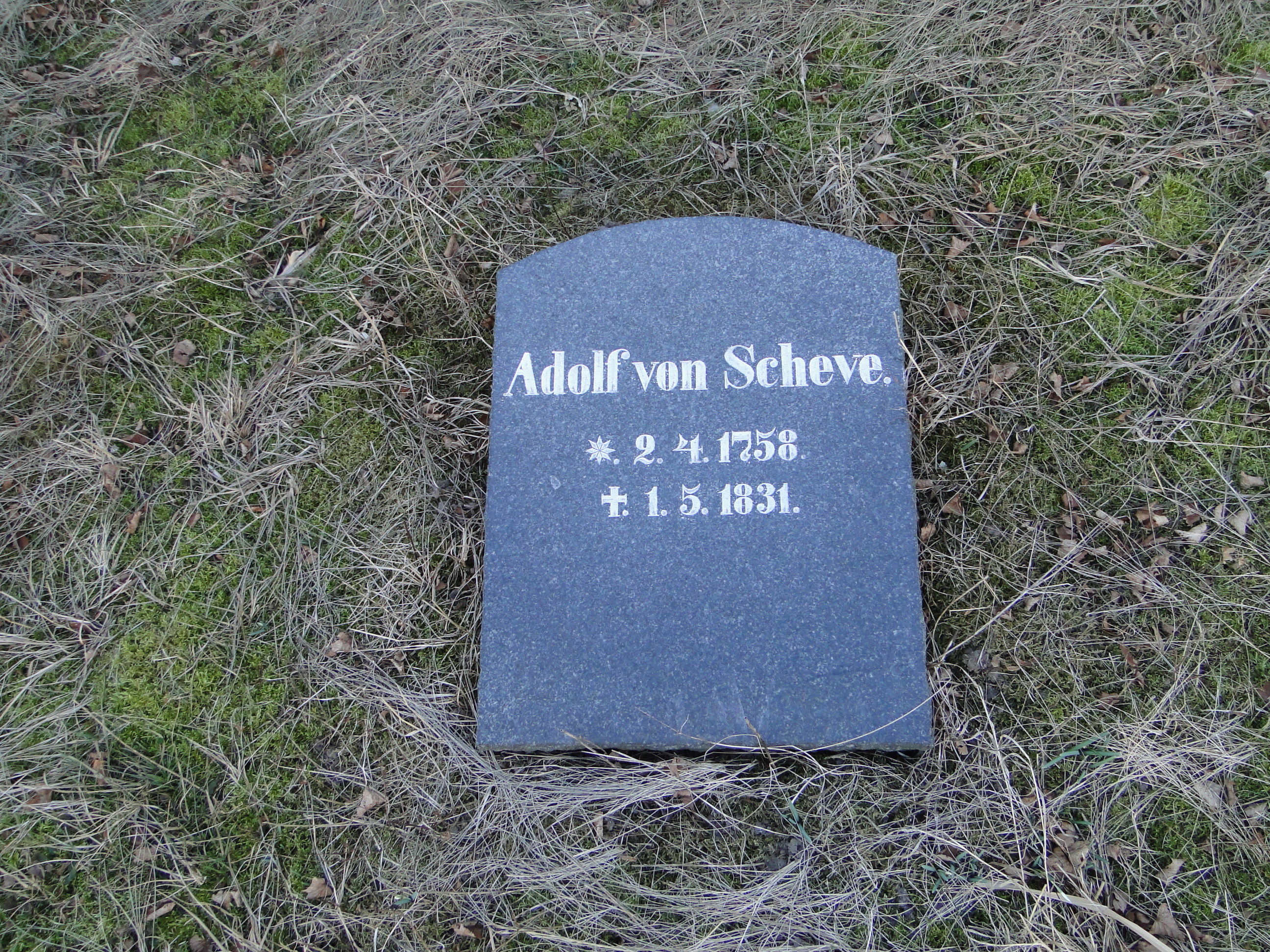
Grabstein in Canzow

Nach längerer Krankheit starb Scheve im Alter von 73 Jahren. Seine Leiche wurde unter großer Teilnahme der Bevölkerung von Neustrelitz nach Canzow überführt und dort in der Familiengruft beigesetzt. Ein späterer Grabstein ist erhalten.

### Familie
Seit 1784 war Scheve verheiratet mit Karoline Charlotte, geb. von Ahrenstorf (1757–1800). Nach deren frühem Tod 1800 heiratete er Charlotte von Kosboth (1867–1837). In der ersten Ehe wurden ihm vier Söhne und zwei Töchter geboren, von denen der älteste Sohn Adolph Friedrich Christian Karl (1785–1856) Großherzoglicher Major wurde und später in Dresden lebte, der zweite Karl Wilhelm (1788–1846) preußischer Hauptmann in Penzlin war. Die zwei anderen waren Zwillingsbrüder, von denen Theodor Otto Werner Friedrich (1786–1855), Kammerherr und Kanzleidirektor in Neustrelitz, den Fideikommiss Canzow erbte, der andere Ernst Wilhelm Georg August Heinrich (1786–1849), ebenfalls Kammerherr, Landdrost im Amt Strelitz war. Von den Kindern aus zweiter Ehe starb eine Tochter schon als Kind, die andere Tochter Karoline Luise (1801–1859) heiratete 1830 den Geheimen Justizrat Karl von Schultz (1796–1869, begraben in Canzow) in Neustrelitz; von den zwei Söhnen wurde der eine, Friedrich Wilhelm (1803–1869), Amtmann bei der Landvogtei im Fürstentum Ratzeburg und später Landdrost, der andere, Adolf Friedrich Karl (1802–1872), wurde preußischer Major und lebte in Neiße.